# 오프사이드 룰
컴퓨터 프로그래밍 언어의 블록들이 들여쓰기로 표현되는 경우 오프사이드 룰(off-side rule)을 준수한다고 이야기된다. 
이 용어는 축구의 오프사이드 규정의 말장난으로 추정되며 피터 J. 랜딘에 의해 만들어졌다. 반의어는 자유형 언어, 특히 중괄호 프로그래밍 언어이며, 이 언어의 경우 들여쓰기가 의미없으며 들여쓰기는 단지 코드 서식의 문제일 뿐이다.

## 코드 예시
다음은 파이썬의 들여쓰기 블록의 예시이다. 콜론은 가독성을 위한 파이썬 언어 문법의 일부이며 오프사이드 규칙 구현에 필수적인 것은 아니다.
파이썬에서 선언이 아닌 문의 경계를 정의하기 위해 이 규칙을 사용한다.
```
def
 
is_even
(
a
:
 
(
int
,
 
float
))
 
->
 
bool
:

    
"""Determine whether number 'a' is even."""

    
if
 
int
(
a
 
%
 
2
)
 
==
 
0
:

        
print
(
'Even!'
)

        
return
 
True

    
print
(
'Odd!'
)

    
return
 
False

```

또, 파이썬은 중괄호 안에서 오프사이드 룰을 유예시키기도 한다. 괄호 내 문들은 괄호가 일치하거나 일치하지 않을 때까지 계속한다:
```
{

    
"this"
:
 
True
,

    
"that"
:
 
False
,

    
"them"
:
 
[
1
,
 
2
,

3
,
 
4
,
 
5
,

6
,
 
7
,
 
8
,

9
,
 
10
,
 
11
,
 
23
]

}

```

이 딕셔너리에서 키들은 들여쓰기가 되어 있으며 리스트는 두 줄로 분리되어 있다.

## 오프사이드 룰 언어
프로그래밍 언어
- ABC
- Boo
- 버디스크립트(BuddyScript)
- 코브라
- 커피스크립트
- Converge
- 커리
- Elixir (, do: 블록)
- Elm
- F# (초기 버전에서 #light를 지정할 때 룰 적용. 나중에 출시된 버전에서는 #light "off"가 아닐 때 적용됨[4])
- 지니
- 하스켈[5] (중괄호가 없는 상황에서 where, let, do, case ... of 절이 올 때)
- Inform 7
- ISWIM
- 라이브스크립트
- 미란다
- 문스크립트(MoonScript)[6][7]
- Nemerle
- 님
- occam
- PROMAL
- 파이썬
- 스킴
- 스핀
- XL

기타 언어
- Haml
- Make (빌드 도구)
- reStructuredText[8]
- Sass
- 스타일러스
- YAML